# قصه پریان

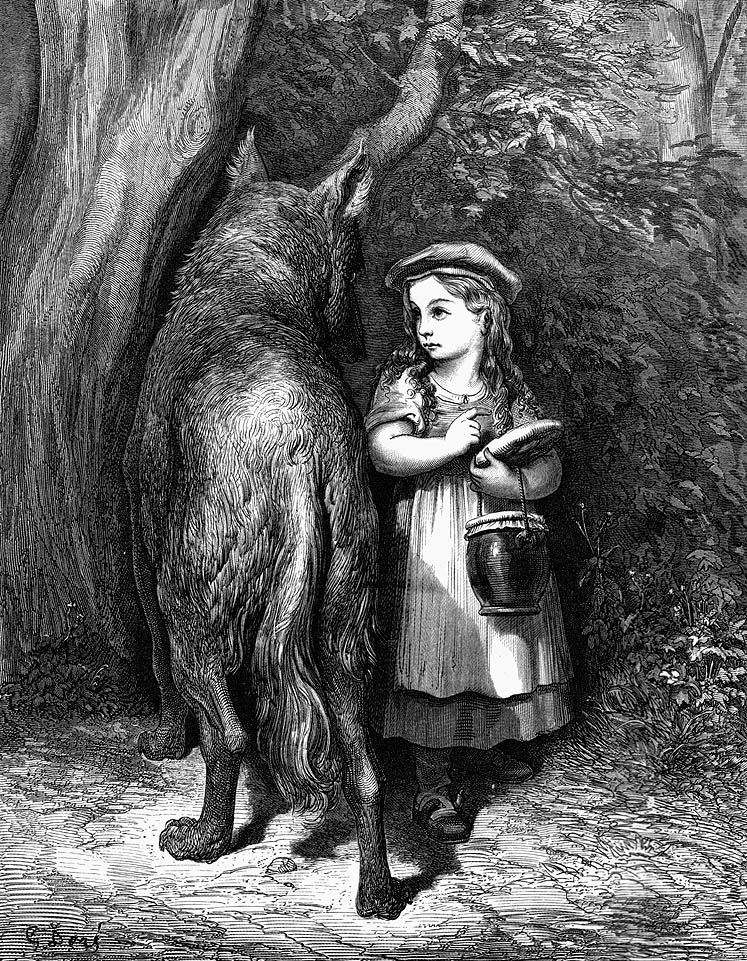
تصویری از کتاب شنل قرمزی

قصهٔ پریان یا افسانه‌های پریان یا داستان‌های جن و پری (به انگلیسی: Fairy Tale) یک نوع از داستان کوتاه است که ویژگی‌های معمول شخصیت‌های فانتزی و قالباً تخیلی فولکلور مانند،  دورف‌ها، الف‌ها، جن، دیوها، غول، کوتوله‌ها، ترول‌ها، پری، جادوگران، حیوانات سخنگو و معمولاً سحر و جادو یا تبادل افسانه‌ها را در بر می‌گیرد. این افسانه‌ها ممکن است از روایتها و منابع محلی توصیف شده باشند. در بحث فنی کمتر واژه‌ای می‌توان جهت برابری یا مشابه با آن پیدا کرد که هم در برگیرندهٔ موجودات تخیلی باشد و هم پیوند خورده با افسانه‌ها و ادبیات محلی باشد، در این گونه داستان‌ها معمولاً اتفاقات به شکلی ترسناک و عجیب شروع می‌شوند، در ادامهٔ یا میانهٔ داستان شکلی معمایی به خود می‌گیرند و در پایان، معمولاً با خوبی و خوشی به سَر می‌رسند. این داستان‌ها اغلب در زمان و مکانی نامشخص رخ می‌دهند و با عباراتی مانند «روزی روزگاری» یا «یکی بود، یکی نبود» آغاز می‌شوند.
افسانه‌های پریان با تاریخچه‌ای غنی و تأثیری گسترده بر فرهنگ‌ها و نسل‌های مختلف، همچنان به عنوان بخش مهمی از ادبیات و هنر جهانی محسوب می‌شوند و ارزش‌های انسانی را به شیوه‌ای جذاب و ماندگار منتقل می‌کنند.

## تاریخچه
افسانه‌های پریان ریشه در سنت شفاهی فرهنگ‌های مختلف دارند و برای قرن‌ها از نسلی به نسل دیگر منتقل شده‌اند. یکی از نخستین مجموعه‌های مکتوب این داستان‌ها، «شب‌های خوش» (Le piacevoli notti) اثر جیووانی فرانچسکو استرپارولا در قرن شانزدهم است که شامل داستان‌هایی مانند «گربه چکمه‌پوش» می‌شود. Wikipedia
در قرن هفدهم، شارل پرو، نویسندهٔ فرانسوی، مجموعه‌ای به نام «داستان‌ها و حکایات از زمان گذشته» (Histoires ou contes du temps passé) منتشر کرد که شامل داستان‌های معروفی مانند «سیندرلا»، «شنل‌قرمزی» و «زیبای خفته» بود. 
در اوایل قرن نوزدهم، برادران گریم، یاکوب و ویلهلم، مجموعه‌ای از داستان‌های فولکلور آلمانی را گردآوری و منتشر کردند که بسیاری از آن‌ها به افسانه‌های پریان کلاسیک تبدیل شدند.

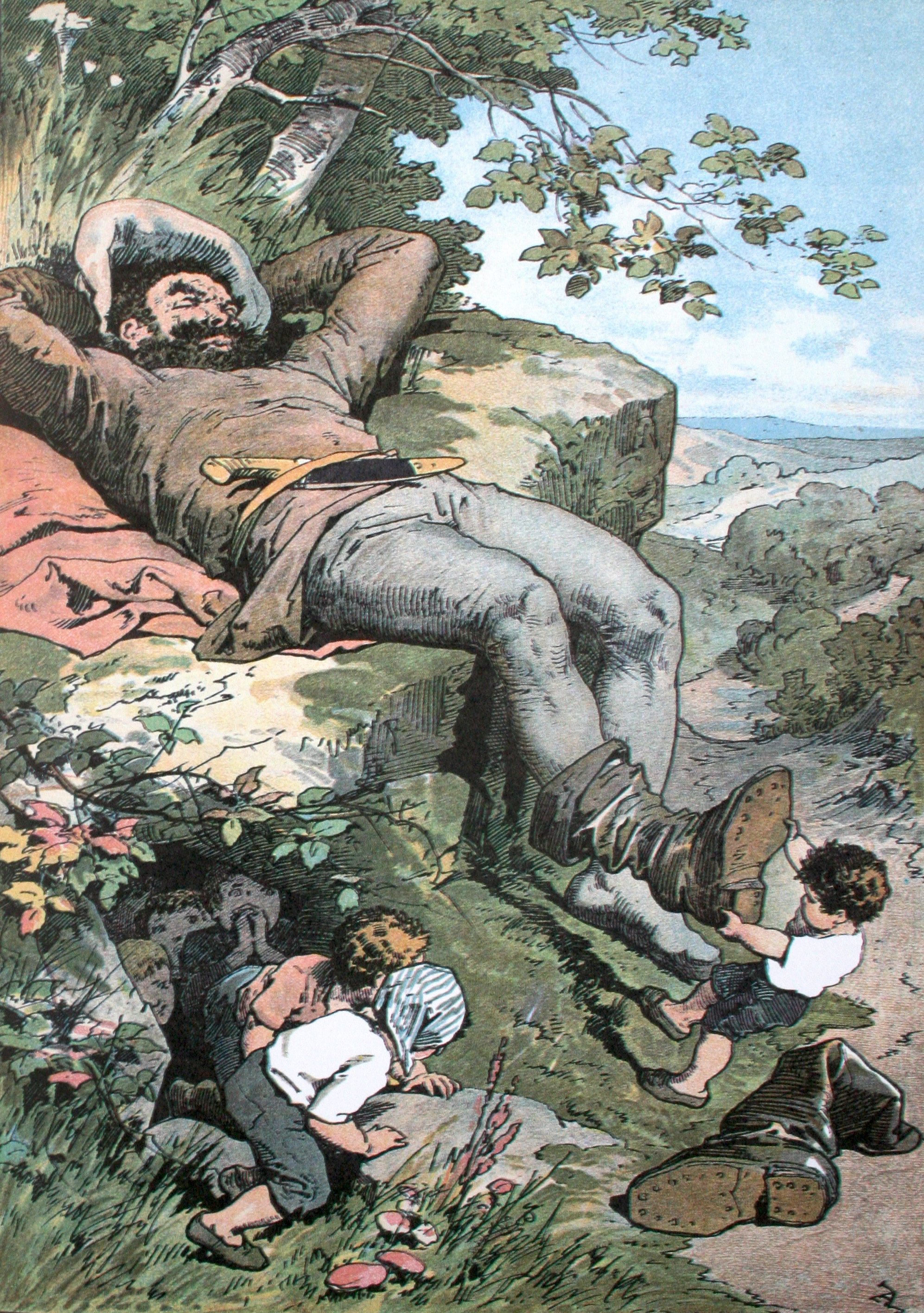
تصویری از کتاب کوچولوی بندانگشتی

## ویژگی‌ها و عناصر مشترک
افسانه‌های پریان دارای ویژگی‌ها و عناصر مشترکی هستند که آن‌ها را از سایر انواع داستان‌ها متمایز می‌کند:
- جادو و شگفتی: حضور عناصر جادویی و وقایع خارق‌العاده که در دنیای واقعی غیرممکن هستند.
- موجودات خیالی: شخصیت‌هایی مانند پری‌ها، جادوگران، غول‌ها، و حیوانات سخنگو که نقش مهمی در پیشبرد داستان دارند.
- مکان و زمان نامشخص: داستان‌ها معمولاً در زمان و مکانی نامعلوم رخ می‌دهند و با عباراتی مانند «روزی روزگاری» آغاز می‌شوند.
- پایان خوش: بسیاری از این داستان‌ها با پیروزی خیر بر شر و رسیدن به سعادت و خوشبختی به پایان می‌رسند.

## تأثیرات فرهنگی
افسانه‌های پریان نقش مهمی در انتقال ارزش‌ها، اخلاقیات و هنجارهای فرهنگی داشته‌اند. آن‌ها به عنوان ابزار آموزشی برای کودکان به کار رفته‌اند تا مفاهیمی مانند شجاعت، صداقت، و مهربانی را بیاموزند. همچنین، این داستان‌ها الهام‌بخش آثار هنری، ادبی و سینمایی بی‌شماری بوده‌اند.

## اقتباس‌ها و تغییرات مدرن
در دوران معاصر، بسیاری از افسانه‌های پریان بازنویسی و با تغییراتی همراه شده‌اند تا با ارزش‌ها و حساسیت‌های زمانه هماهنگ شوند. برای مثال، داستان «پری دریایی کوچک» اثر هانس کریستین آندرسن در اقتباس‌های مدرن پایان‌های متفاوتی یافته است که با نسخهٔ اصلی تفاوت دارد.